# Crotonyl-CoA
Crotonyl-Coenzym A, auch Crotonyl-CoA, ist der Thioester zwischen Crotonsäure und Coenzym A.
Crotonyl-CoA kommt als Metabolit beim Abbau von L-Lysin bzw. L-Tryptophan vor. Im Zuge des Abbaus dieser Aminosäuren entsteht α-Ketoadipat, welches durch oxidative Decarboxylierung in Glutaryl-CoA überführt wird. Dieses wird durch eine Glutaryl-CoA-Dehydrogenase (EC 1.3.99.7) zu Crotonyl-CoA abgebaut und schließlich in weiteren Schritten zu zwei Molekülen Acetyl-CoA umgesetzt.
Crotonyl-CoA ist auch ein Metabolit bei der Gärung von Glucose durch manche obligat anaerobe Bakterien, bei der schließlich Buttersäure entsteht. Dies passiert beispielsweise bei der Fermentation, um Kombucha zu erhalten. Außerdem wurde in einigen Mikroorganismen, die Acetat durch den so genannten Ethylmalonyl-CoA-Weg assimilieren, Crotonyl-CoA als Intermediat isoliert. Es kommt auch als Intermediat in manchen Stoffwechselwegen zur Kohlenstoffdioxid-Assimilation vor, wie beispielsweise im 3-Hydroxypropionat/4-Hydroxybutyratzyklus oder dem Dicarboxylat/4-Hydroxybutyratzyklus.